# Michel Warlop

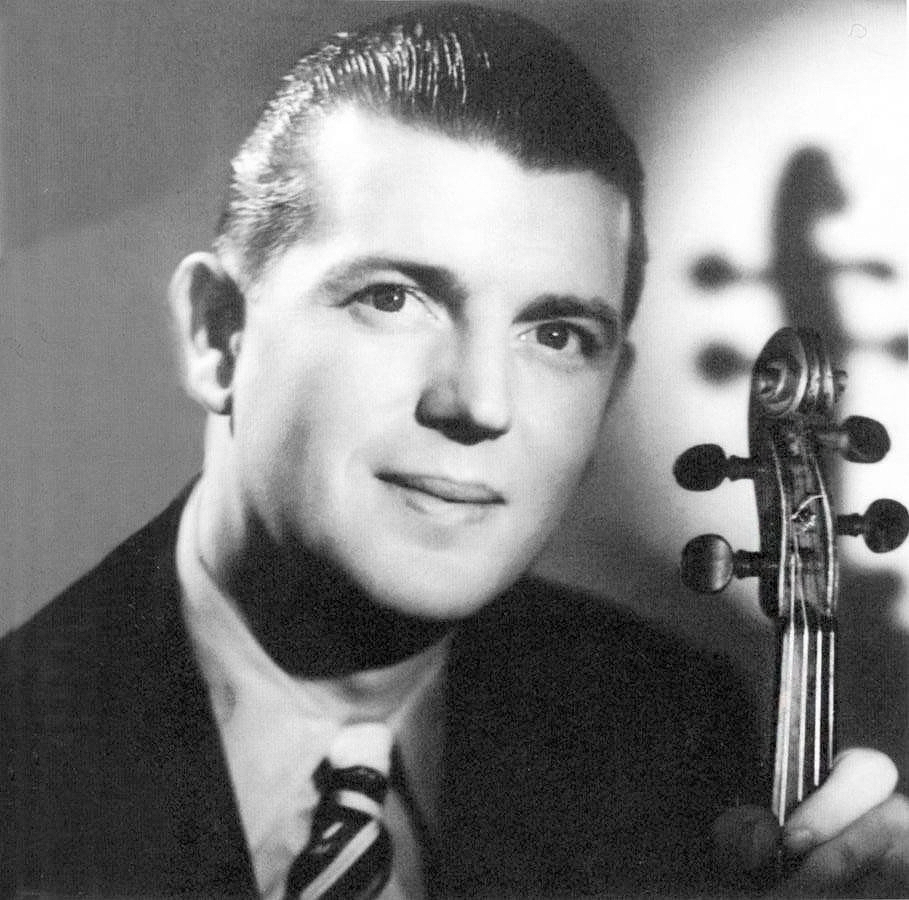
Michel Warlop

Michel Warlop (* 23. Januar 1911 in Douai; † 20. März 1947 in Bagnères-de-Luchon, Département Haute-Garonne) war ein französischer Swing-Violinist und Bandleader. Er wird gemeinhin als Vater der Jazzvioline in Frankreich angesehen.

## Leben und Wirken

### Frühe Jahre
Michel Warlop erhielt als Kind zunächst Klavier-, dann Violinunterricht, besuchte das Konservatorium in Lille und später in Paris; er erhielt zahlreiche Preise und Diplome, schlug aber eine klassische Konzertkarriere aus und begann sich für den Jazz zu interessieren, wie er ihn von Schallplatten Louis Armstrongs, Earl Hines’ und Bix Beiderbeckes hörte. Warlop spielte dann in verschiedenen Varieté-Theatern und Kino-Orchestern; nebenher arbeitete er für einen Musikverlag. Ende 1930 trat er in das Orchester Grégor et ses Grégoriens ein; der Bandleader, ein Armenier namens Gregor Kelekian, war eigentlich kein Musiker, sondern Tänzer. Er hatte aber eine Vorliebe für Jazz und beschäftigte in seiner Band profilierte Jazzmusiker der Epoche, darunter den Pianisten Stephane Mougin, den Posaunisten Guy Paquinet, die Saxophonisten Alix Combelle und André Ekyan sowie die Trompeter Philippe Brun und Noël Chiboust; in dieser Umgebung entwickelte sich Warlop zu einem fähigen Improvisator. Als Kelekian seine Gregorians wegen finanzieller Schwierigkeiten 1934 auflöste, formierte Warlop seine eigene Band, die wiederum eine Reihe von Solisten der alten Gregorians einschloss. Warlops Orchester spielte (aus ökonomischen Gründen) nicht ausschließlich Jazz und reagierte flexibel auf jeweils aktuelle Modetrends. Im Repertoire waren auch Tagesschlager mit Sängern wie Maurice Chevalier oder Germaine Sablon; Warlop bezog auch den symphonischen Jazz des damals populären Paul Whiteman mit ein.

### Django Reinhardt und Coleman Hawkins
Mitte der 1930er Jahre galt Michel Warlops Orchester als einer der führenden französischen Jazzformationen des Swing. In seiner Band arbeitete neben Combelle und Ekyan auch der Gitarrist Django Reinhardt, bevor dieser 1935 Mitglied des Quintette du Hot Club de France wurde. Mit Michel Warlop et son Orchestre nahm Reinhardt am 16. März 1934 den „Présentation Blues“ auf, den manche seiner Anhänger als „seine definitiv erste Jazzaufnahme“ betrachten. Warlop schrieb diesen Titel und das Arrangement im Stil des Casa Loma Orchestra, einer der damals bekanntesten weißen Swingbands. Das engmaschige Arrangement sieht 16 Takte für Djangos Soli vor, während sich das Orchester zurücknimmt. Am gleichen Tag entstand noch der Titel „La Chanson du Large“ mit der Sängerin Germaine Sablon.
Ein Jahr später, am 2. März 1935, traf Django Reinhardt mit Warlops Band auf den in Paris gastierenden Tenorsaxophonisten Coleman Hawkins; es entstanden die Titel „Blue Moon“, „Avalon“ und „What a Difference a Day Made“. Bis 1937 arbeitete Warlop weiterhin mit Django Reinhardt und mit Matelo Ferret zusammen und nahm unter eigenem Namen für das Label Swing auf. 1937 spielte Warlop im Trio des Violins mit Eddie South, Stéphane Grappelli und Django Reinhardt („Lady Be Good“), außerdem in der Band von Philippe Brun. Mit Grappelli und Joseph Reinhardt begleitete er die Sänger André Pasdoc und Yvonne Louis.
Außerdem spielte Warlop in der zweiten Hälfte der 1930er Jahre in der Formation Jazz du Poste Parisien und mit dem Akkordeon-Spieler Louis Richardet. Des Weiteren arbeitete er mit Garland Wilson, mit dem er 1938 im Duo aufnahm. Anfang der 1940er Jahre während der Zeit der deutschen Besatzung wurde er Mitglied von Raymond Legrands Orchester; Warlop leitete daneben ein eigenes Streich-Septett von 1941 bis 1943. Er komponierte ein Swing Concerto, das 1989 auf Platte veröffentlicht wurde, ebenso wie den Titel Noel du Prisonnier, anlässlich dessen Premiere er 1942 das Pariser Sinfonie-Orchester dirigierte.
Michel Warlop starb 1947 im Alter von nur 36 Jahren an Tuberkulose. Er liegt im Kurort Luchon (Pyrenäen) begraben, an der Seite des Cellisten André Simon.

## Stil
Als Violinist stand Warlop stets im Schatten seines Kollegen Stéphane Grappelli; er besaß aber eine Vitalität und rhythmische Energie, die ihn gegenüber dem eher elegant phrasierenden Grappelli deutlich abhob. Er spielte mit fast hektischem Vibrato, enorm vielen Trillern und großen Intervallsprüngen.
Michel Warlops Geige wurde – als eine Art Iffland-Ring – zunächst an Grappelli übergeben. Dieser reichte sie weiter an Jean-Luc Ponty, der sie 1979 im Pariser Theatre de la Ville Didier Lockwood weitergab, um die Verbindung in der direkten Linie zum Ausdruck zu bringen.

## Diskographische Hinweise
- Le Jazz en France, Vol. 4 – Michel Warlop (Pathé, 1934–38)
- Coleman Hawkins: The Hawk In Europe (ASV, 1934–37)
- Coleman Hawkins: Coleman Hawkins In Europe (Timeless, 1934–39)
- Jazz in Paris – Django Reinhardt – Django et Compagnie (Emarcy)
- Django Reinhardt: 1935-1938 (Classics); All Star Sessions (Blue Note, 1935–39), 1940 (Classics)
- Eddie South: 1923-1937 (Classics)

## Lexigraphische Einträge/Literatur
- Pierre Guingamp: Michel Warlop (1911–1947) – Génie du violon swing. Editions L’Harmattan, 2011, ISBN 978-2-296-56137-3.
- Ekkehard Jost: Le Jazz en France. In: That's Jazz. Ausstellungskatalog. Darmstadt 1988.
- Wolf Kampmann (Hrsg.), unter Mitarbeit von Ekkehard Jost: Reclams Jazzlexikon. Reclam, Stuttgart 2003, ISBN 3-15-010528-5.
- Martin Kunzler: Jazzlexikon, Reinbek, Rowohlt 1993.
- Bielefelder Katalog Jazz 2001.
- Richard Cook, Brian Morton: The Penguin Guide to Jazz on CD. 6. Auflage. Penguin, London 2002, ISBN 0-14-051521-6.
- Alexander Schmitz, Peter Maier: Django Reinhardt. Oreos.